# Nomeny
Nomeny, parfois orthographiée Nomény, est une commune française située dans le département de Meurthe-et-Moselle en Lorraine, dans la région administrative Grand Est.

## Géographie
Nomeny est située à mi-chemin de Nancy et de Metz, sur la Seille, un affluent de la Moselle.
| Rouves  | Raucourt | Mailly-sur-Seille    |
| Clémery | Nomeny   | Abaucourt Létricourt |
| Belleau |          | Jeandelaincourt      |

### Hydrographie
La commune est dans le bassin versant du Rhin au sein du bassin Rhin-Meuse. Elle est drainée par la Seille, le ruisseau de Greve, le ruisseau de Mailly, le ruisseau des Pessieres et le ruisseau du Moulin,.
La Seille, d'une longueur de 138 km, prend sa source dans la commune de Maizières-lès-Vic et se jette  dans divers bras mort de la Moselle à Metz, après avoir traversé 57 communes. Les caractéristiques hydrologiques de la Seille sont données par la station hydrologique située sur la commune. Le débit moyen mensuel est de 7,55 m3/s. Le débit moyen journalier maximum est de 120 m3/s, atteint lors de la crue du 31 décembre 2001. Le débit instantané maximal est quant à lui de 125 m3/s, atteint le même jour.

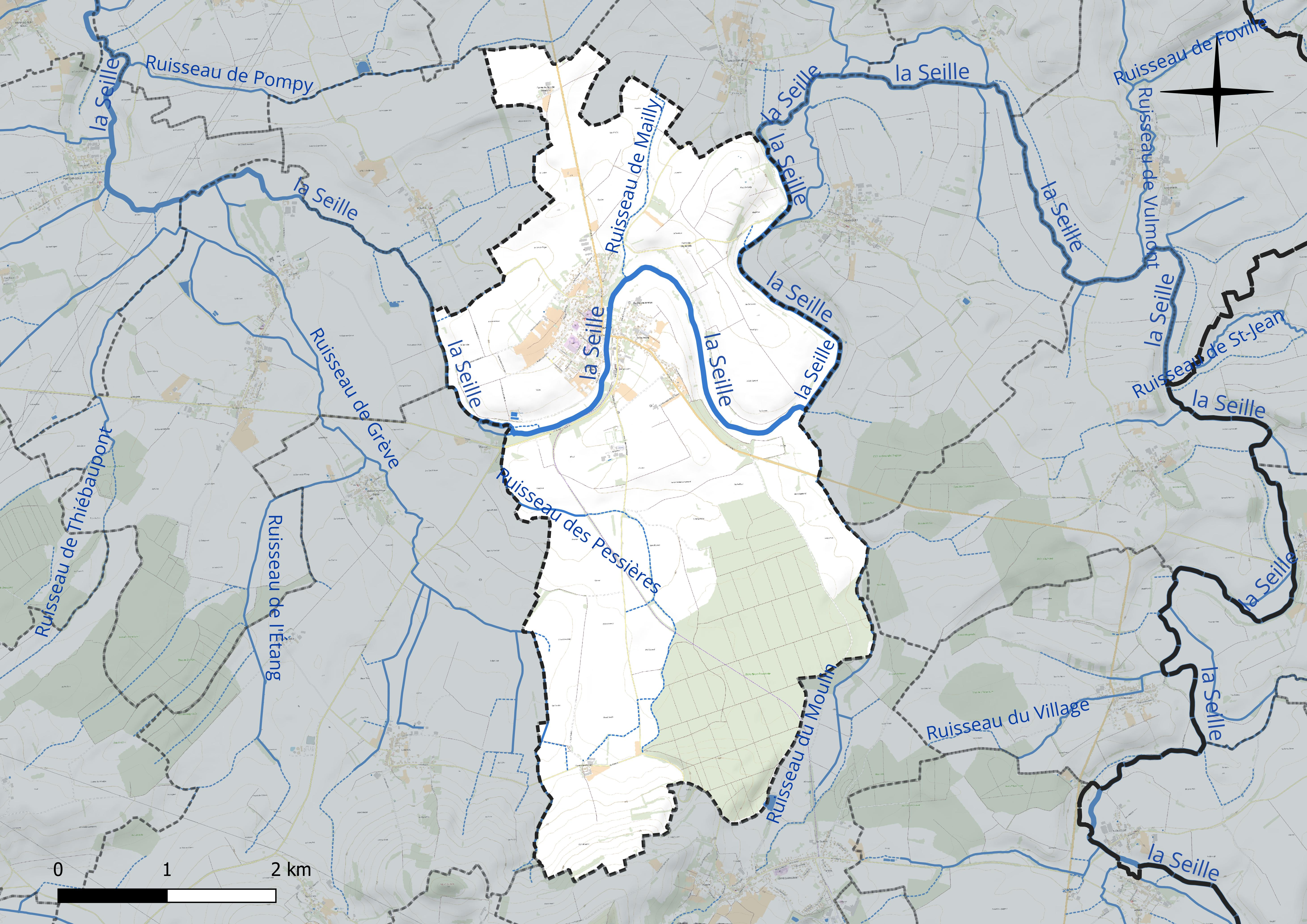
Réseau hydrographique de Nomeny.

### Climat
Pour des articles plus généraux, voir Climat du Grand Est et Climat de Meurthe-et-Moselle.
En 2010, le climat de la commune est de type climat océanique dégradé des plaines du Centre et du Nord, selon une étude du Centre national de la recherche scientifique s'appuyant sur une série de données couvrant la période 1971-2000. En 2020, Météo-France publie une typologie des climats de la France métropolitaine dans laquelle la commune est exposée à un climat semi-continental et est dans la région climatique  Lorraine, plateau de Langres, Morvan, caractérisée par un hiver rude (1,5 °C), des vents modérés et des brouillards fréquents en automne et hiver. 
Pour la période 1971-2000, la température annuelle moyenne est de 9,9 °C, avec une amplitude thermique annuelle de 16,9 °C. Le cumul annuel moyen de précipitations est de 759 mm, avec 11,9 jours de précipitations en janvier et 9,3 jours en juillet. Pour la période 1991-2020, la température moyenne annuelle observée sur la station météorologique de Météo-France la plus proche, « M.n.l. », sur la commune de Goin à 11 km à vol d'oiseau, est de 10,7 °C et le cumul annuel moyen de précipitations est de 678,8 mm. 
La température maximale relevée sur cette station est de 39,5 °C, atteinte le 24 juillet 2019 ; la température minimale est de −16,3 °C, atteinte le 2 janvier 1997,,. 
Les paramètres climatiques de la commune ont été estimés pour le milieu du siècle (2041-2070) selon différents scénarios d'émission de gaz à effet de serre à partir des nouvelles projections climatiques de référence DRIAS-2020. Ils sont consultables sur un site dédié publié par Météo-France en novembre 2022.

## Urbanisme

### Typologie
Au 1er janvier 2024, Nomeny est catégorisée bourg rural, selon la nouvelle grille communale de densité à sept niveaux définie par l'Insee en 2022.
Elle est située hors unité urbaine. Par ailleurs la commune fait partie de l'aire d'attraction de Nancy, dont elle est une commune de la couronne,. Cette aire, qui regroupe 353 communes, est catégorisée dans les aires de 200 000 à moins de 700 000 habitants,.

### Occupation des sols
L'occupation des sols de la commune, telle qu'elle ressort de la base de données européenne d’occupation biophysique des sols Corine Land Cover (CLC), est marquée par l'importance des territoires agricoles (76,8 % en 2018), une proportion sensiblement équivalente à celle de 1990 (77 %). La répartition détaillée en 2018 est la suivante : terres arables (60,9 %), forêts (18,7 %), prairies (14,4 %), zones urbanisées (4,5 %), cultures permanentes (1,5 %). L'évolution de l’occupation des sols de la commune et de ses infrastructures peut être observée sur les différentes représentations cartographiques du territoire : la carte de Cassini (XVIIIe siècle), la carte d'état-major (1820-1866) et les cartes ou photos aériennes de l'IGN pour la période actuelle (1950 à aujourd'hui).

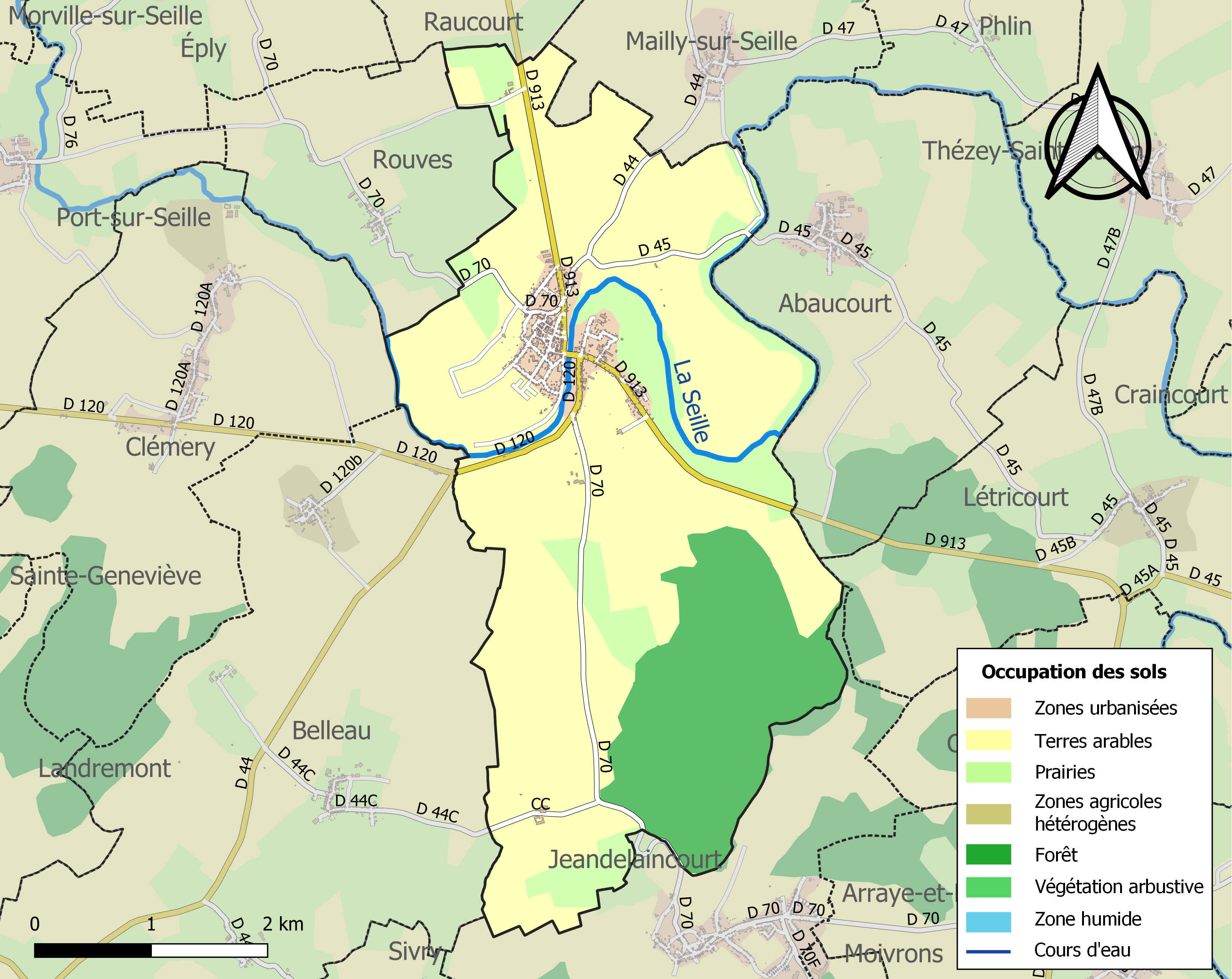
Carte des infrastructures et de l'occupation des sols de la commune en 2018 (CLC).

## Toponymie
Le nom de la localité est attesté sous les formes Mercatum Numeniacæ villæ (1075) ; Ecclesia de Numiniaco (1130) ; Nommeni (1265) ; Nominey (1271) ; Nommeney (1290) ; Chastel et chastellerie de Nominy (1395) ; Nomenium (1513) ; Nommeny (1525) ; Nomminy (1528) ; Numeniacum (1675) ; Archipresbyteratus de Nomeneyo, al. de Nomineyo (1539).

## Histoire

### Moyen Âge
L'attribution en 609 de l'église de Nomény par l'évêque de Metz, Pappole, à l'abbaye des Saints-Innocents (devenue depuis l'abbaye Saint-Symphorien) constitue le premier document historique connu concernant Nomeny.
Une forteresse est construite vers la fin du XIe siècle. Un château est construit dans sa cour à partir de 1366 pour les évêques de Metz.
L'église actuelle est construite en deux étapes essentielles. Sa construction vers 1160 puis au milieu du XIVe siècle la reconstruction de la nef.

### Époque moderne
Nomény appartient aux évêques de Metz jusqu'en 1548, date à laquelle Nicolas de Lorraine renonce à  l'épiscopat et, titré comte de Vaudémont et duc de Mercœur, en fait l'acquisition.
Quatre des enfants de Nicolas naissent au château de Nomeny :
- Louise de Lorraine-Vaudémont (1553-1601), qui deviendra reine de France par son mariage avec Henri III en 1575 ;
- Philippe-Emmanuel de Lorraine (1558-1602), à qui revient Nomeny ; il fut par la suite duc de Mercœur et de Penthièvre, pair de France, gouverneur de Bretagne, marquis de Nomeny. Il compte dans sa descendance Louis XV, roi de France, les rois d'Espagne et une reine du Portugal ;
- Charles de Lorraine (1561-1587), cardinal de Vaudémont de 1561-1587 ;
- Marguerite de Lorraine (1564-1625), qui épousa en 1581 Anne, duc de Joyeuse.

Françoise de Lorraine (1592-1669), fille de Philippe-Emmanuel et épouse du bâtard royal César de Vendôme, vend le marquisat de Nomeny à son cousin le duc Henri II de Lorraine en 1612. La duchesse douairière, Marguerite de Gonzague, veuve d'Henri II, viendra vivre à Nomeny de 1624 à 1629.
La guerre de Trente Ans, qui ravage le duché de Lorraine, ramène la population de Nomeny de plus de 700 à moins de 100 feux en deux ans, de 1632 à 1634. Richelieu puis Louis XIV ordonnent la destruction des fortifications et de la forteresse de Nomeny.
En 1667, le marquisat de Nomeny, qui dépendait à l'époque comme la Lorraine ducale du Saint-Empire, est élevé au rang de principauté d'Empire (Reichsmarkgrafschaft) assorti du droit de siéger aux Diètes, au profit du prince Nicolas-François de Lorraine, frère du duc régnant.
À partir de 1736, Nomeny comme le reste du duché de Lorraine passe sous domination française (règne de Stanislas) ; le marquisat est pourtant conservé à titre honorifique par la famille de Habsbourg-Lorraine (Markgrafschaft Nomeny), assorti d'un rang princier et du droit de siéger aux Diètes de l'Empire.
En 1741, Stanislas ordonne la construction de casernes de cavalerie. La ville obtient l'autorisation d'utiliser les pierres du château. Le château résidentiel est détruit en 1742 à cet effet. Il n'en reste plus que de rares témoins.

### Époque contemporaine

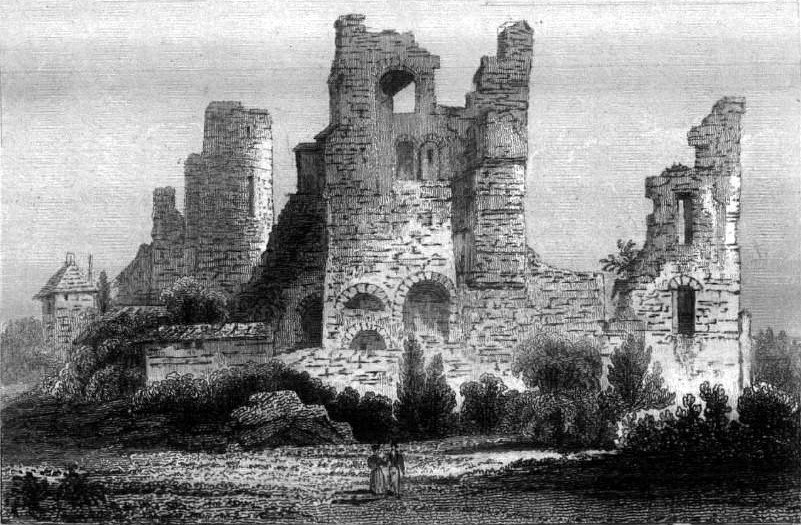
Gravure du château de Nomeny en 1838.

En 1790, la ville est rattachée au département de la Meurthe, puis à la Meurthe-et-Moselle en 1871.

#### Première Guerre mondiale

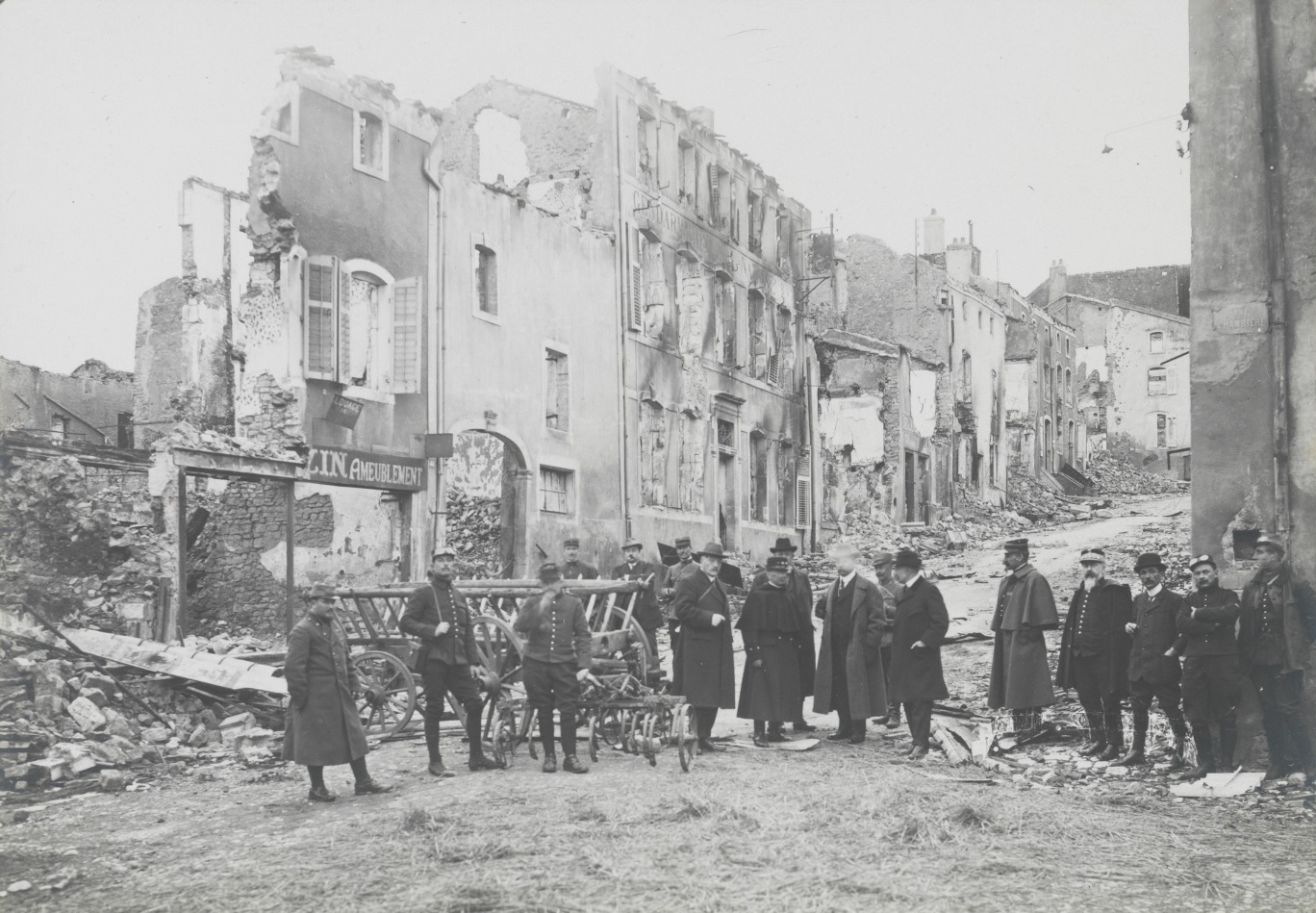
Groupe d’enquêteurs et membres de la Commission au milieu des ruines de Nomeny après l'intervention allemande du 30 août 1914. Archives nationales de France.

Le 20 août 1914, les 2e, 4e et 8e régiments d'infanterie bavarois de l'armée impériale allemande bombardent, envahissent et incendient le village. Le bilan est de 55 morts, dont 7 asphyxiés dans les caves ainsi que 200 bâtiments détruits,.
Ordre no 2 du Cdt de la 8e Brigade d'Infanterie bavaroise en date du 20 août 1914
Côté nord de Nomeny, par ordre du commandant de division, deux compagnies reçoivent l'ordre suivant : Tous les habitants de Nomeny, y compris femmes et enfants, sont à chasser dans la direction de l'ennemi. Les malades non transportables sont à rassembler dans une maison convenable. Les hommes montrant la moindre résistance sont à fusiller sans forme de procès. Tâchez surtout d'appréhender le maire et lui déclarer qu'à la prise de Nomeny, après son évacuation par les troupes françaises, de nombreux non combattants ont tiré sur les soldats allemands et qu'il aurait à expier, par sa mort, ce crime de la population de Nomeny. Le village est à incendier entièrement ; seules les maisons portant le drapeau de la Croix-Rouge, servant réellement d'abri aux malades et blessés, sont à épargner. En plus, la route à l'est conduisant au pont de la Seille est à laisser intacte.
Ordre du jour du général von Oven, gouverneur de Metz en date de 21 août 1914
Dans les combats d'hier autour de Nomeny, il est à regretter qu'à nouveau des civils aient tiré dans le dos de nos braves soldats du 4e Régiment bavarois. En conséquence, j'ai fait fusiller les coupables et incendier les maisons jusqu'au sol de telle manière que la localité de Nomeny est anéantie. Je porte ce fait à la connaissance de tous à toutes fins utiles.

## Politique et administration
| Période                                  | Période                   | Identité                                   | Étiquette | Qualité                                              |
| ---------------------------------------- | ------------------------- | ------------------------------------------ | --------- | ---------------------------------------------------- |
|                                          |                           |                                            |           |                                                      |
| 1790                                     |                           | Nicolas Gerardin                           |           |                                                      |
| an II                                    | 1800                      | Noroy Charles                              |           |                                                      |
| 1800                                     | 1808                      | Fourier d'Hincourt Jean Louis              |           |                                                      |
| 1808                                     | 1813                      | Jardot Mathias                             |           |                                                      |
| 1813                                     | 1815                      | Manoncourt Claude                          |           |                                                      |
| 1815                                     | 1830                      | Queleine Parti=                            |           |                                                      |
| 1830                                     | 1837                      | Gusse Théodore                             |           |                                                      |
| 1837                                     | 1840                      | Noël François                              |           |                                                      |
| 1840                                     | 1848                      | Bertrand Antoine                           |           |                                                      |
| 1848                                     | 1853                      | Lallement Jean                             |           |                                                      |
| 1853                                     | 1857                      | Dalbin Nicolas                             |           |                                                      |
| 1857                                     | 1863                      | Bertrand Antoine                           |           |                                                      |
| 1863                                     | 1868                      | Rochat Laurent                             |           |                                                      |
| 1868                                     | 1878                      | Lang Jean Nicolas                          |           |                                                      |
| 1878                                     |                           | Charles Valentin Brocard                   |           | Conseiller général du canton de Nomeny (1877-1900)   |
| 1940                                     | 1945                      | Eugène Guerquin                            |           |                                                      |
| 1945                                     | 1959                      | Georges Houdelot                           | DVD       | Conseiller général du canton de Nomeny (1955-1967)   |
| 1959                                     | 1995                      | Louis Koenig                               | UDF       | Conseiller général du canton de Nomeny (1974-1992)   |
| mars 1995                                | mars 2014                 | Bernard Leclerc                            | PS        | Conseiller général du canton de Nomeny (1998-2011)   |
| mars 2014                                | En cours (au 8 août 2024) | Antony Caps Réélu pour le mandat 2020-2026 | EELV      | Conseiller général du canton de Nomeny (depuis 2011) |
| Les données manquantes sont à compléter. |                           |                                            |           |                                                      |

## Population et société

### Démographie
L'évolution du nombre d'habitants est connue à travers les recensements de la population effectués dans la commune depuis 1793. Pour les communes de moins de 10 000 habitants, une enquête de recensement portant sur toute la population est réalisée tous les cinq ans, les populations de référence des années intermédiaires étant quant à elles estimées par interpolation ou extrapolation. Pour la commune, le premier recensement exhaustif entrant dans le cadre du nouveau dispositif a été réalisé en 2008.

En 2022, la commune comptait 1 139 habitants, en évolution de −4,45 % par rapport à 2016 (Meurthe-et-Moselle : −0,13 %, France hors Mayotte : +2,11 %).
| 1793 | 1800  | 1806  | 1821  | 1831  | 1836  | 1841  | 1846  | 1851  |
| ---- | ----- | ----- | ----- | ----- | ----- | ----- | ----- | ----- |
| 805  | 1 324 | 1 265 | 1 208 | 1 149 | 1 324 | 1 339 | 1 315 | 1 400 |

| 1856  | 1861  | 1872  | 1876  | 1881  | 1886  | 1891  | 1896  | 1901  |
| ----- | ----- | ----- | ----- | ----- | ----- | ----- | ----- | ----- |
| 1 291 | 1 298 | 1 231 | 1 151 | 1 209 | 1 326 | 1 314 | 1 348 | 1 343 |

| 1906  | 1911  | 1921 | 1926 | 1931 | 1936 | 1946 | 1954 | 1962 |
| ----- | ----- | ---- | ---- | ---- | ---- | ---- | ---- | ---- |
| 1 284 | 1 224 | 715  | 833  | 828  | 853  | 654  | 862  | 964  |

| 1968 | 1975 | 1982  | 1990  | 1999  | 2006  | 2008  | 2013  | 2018  |
| ---- | ---- | ----- | ----- | ----- | ----- | ----- | ----- | ----- |
| 944  | 917  | 1 005 | 1 069 | 1 082 | 1 127 | 1 142 | 1 185 | 1 156 |

| 2022  | - | - | - | - | - | - | - | - |
| ----- | - | - | - | - | - | - | - | - |
| 1 139 | - | - | - | - | - | - | - | - |

## Culture locale et patrimoine

### Lieux et monuments
- Des vestiges gallo-romains furent mis au jour au XIXe siècle.

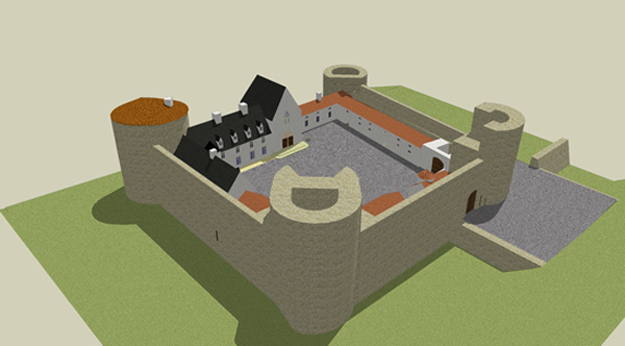
Ensemble castral à la Renaissance image de synthèse.

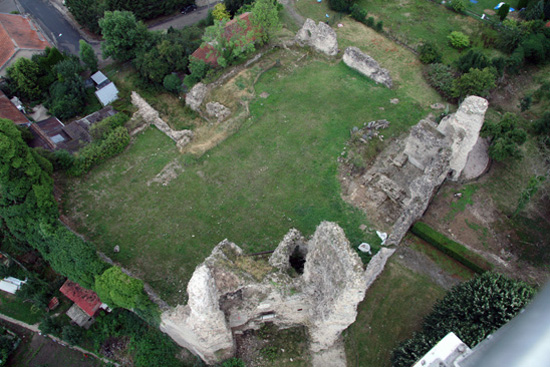
Vestiges ensemble castral.

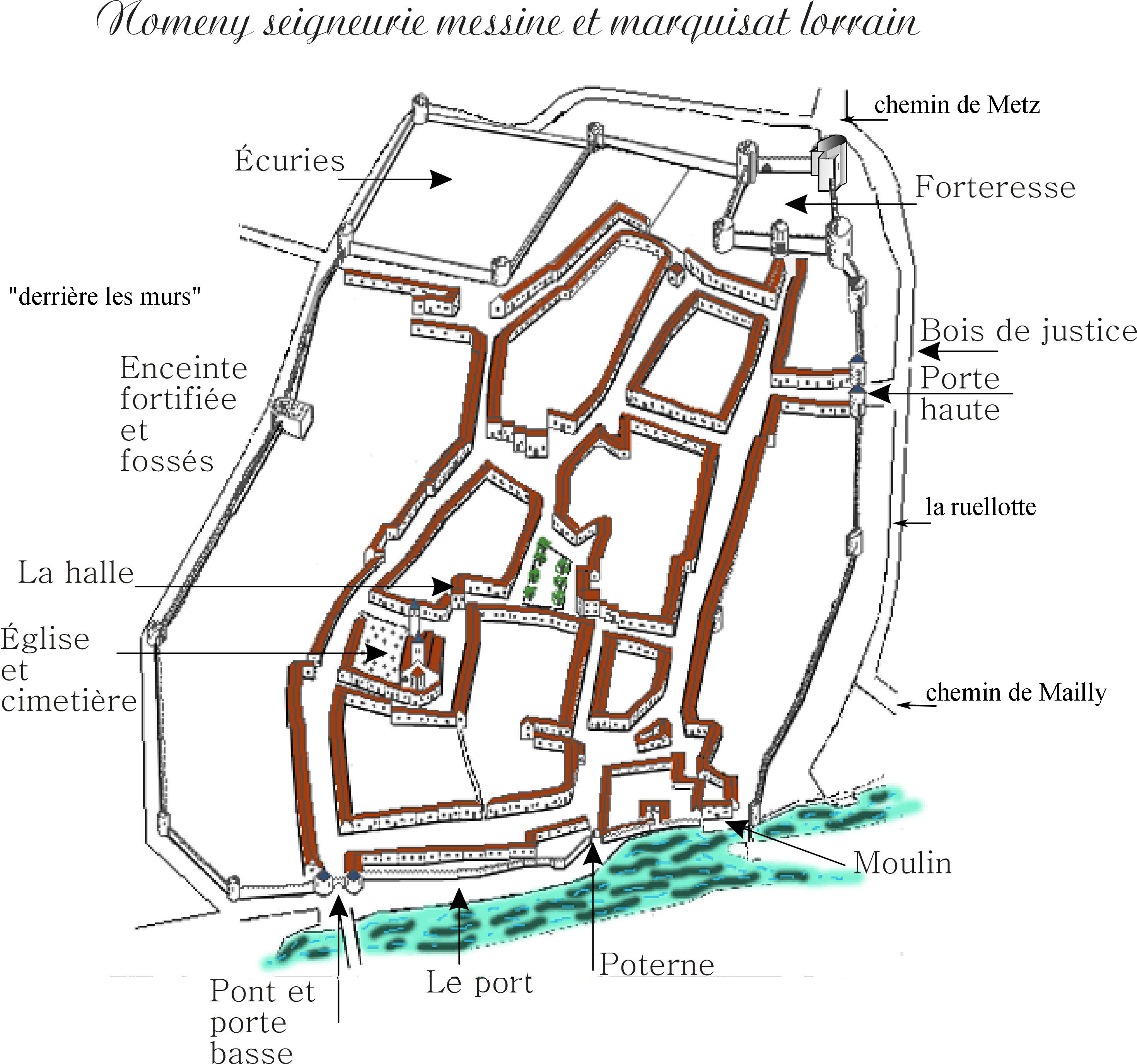
Cité dans ses murs au XVIIe siècle.

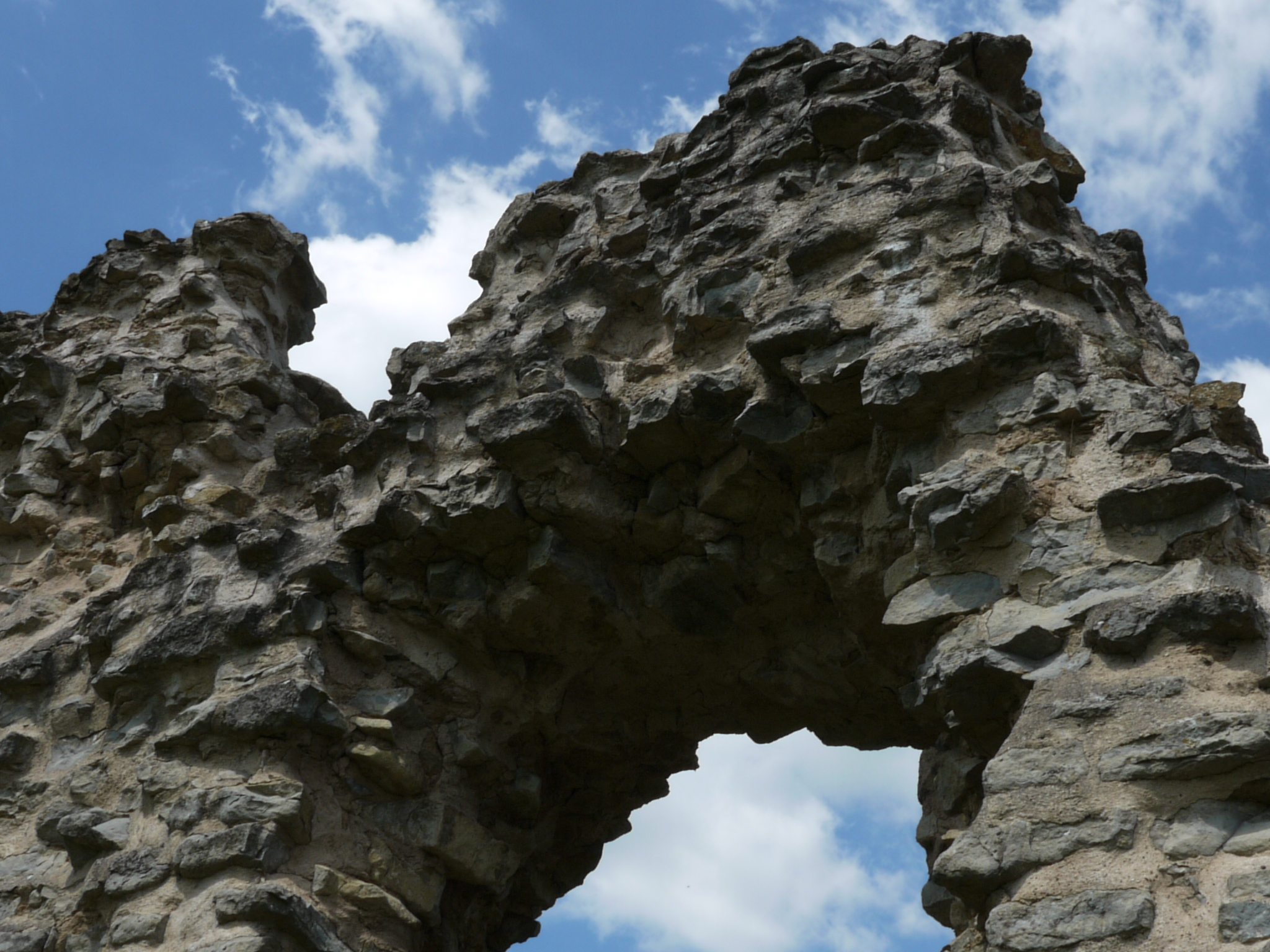
Ruines du château de Nomeny.

- Forteresse (XIe) et château[30],[31](XIVe) des évêques de Metz. Les vestiges se limitent à ceux de trois tours, du châtelet et des quatre courtines de la forteresse. Du château, il ne reste que la cour pavée dont seule la moitié nord a été mise au jour. Les ruines y compris le sol sont classées au titre des monuments historiques par arrêté du 6 décembre 1984[32].

Le descriptif qui suit (forteresse puis château) ainsi que celui de l'église sont rédigés par Roland Mentré président de l'association Patrimoine lorrain en Seille qui travaille à la restauration et à l'entretien du site depuis 1996 et organise des visites commentées de l'église.

#### La forteresse
En 1120, l'évêque de Metz, Étienne-de-Bar, prend possession de la puissante forteresse de Nomeny bâtie par ses prédécesseurs. Construite autour d'un puits sur le profil en pente de la rive ouest de la rivière, elle comprend quatre courtines flanquées de quatre tours et d'un châtelet d'accès depuis la ville.
Toutes les saillies des tours minées en 1671 sur ordre de Louis XIV étaient constituées d'un demi-cylindre adossé à un parallélépipède rectangle (grand côté du rectangle de base = 2R ; petit côté = R.sin 60). Cette construction est adaptée au voûtement sexpartite dont on voit encore des arrachements au mur de fond du premier étage du donjon. Leur rayon extérieur est égal à leur diamètre intérieur, autrement dit l'épaisseur de leur muraille est égale à leur rayon intérieur. Côté cour, chaque tour a une forme différente : la tour ronde (nord-est) est dotée d'un fond semi-cylindrique, la petite tour (sud-est) d'un fond plat, la tour de l'"orloge" (sud-ouest) d'un angle droit saillant, le donjon (nord-ouest) d'un angle droit rentrant entre deux saillants. L'épaisseur des murailles des courtines est de 2,20 m, celle des tours de 3,30 m et 3,60 m. La hauteur des tours donnant sur les champs était approximativement de 22 m au-dessus des douves. La courtine nord dominait sa douve de 14 m. La porte du châtelet protégée par une tour en demi-lune s'ouvrait sur la ville près de la Porte Haute, celle qui conduisait au chemin de Metz, via Rouves ou Mailly.
Toutes les murailles de la forteresse comportent une maçonnerie de blocage liée à la chaux entre deux murs de parement composés de pierres assez régulièrement appareillées et prélevées dans les carrières du méandre de la Seille en amont de Nomeny. Ce type de construction permet de disperser l'onde de choc d'un projectile grâce à l'hétérogénéité de la maçonnerie. La maçonnerie du XIe siècle ne comporte ni pierre de taille, ni fenêtres, ni cheminées. Celles qui figurent dans les porteries ou dans la tour ronde (nord-est) sont liées aux travaux de construction du château au XIVe siècle. Le donjon est constitué d’un saillant en fer à cheval assis sur la bissectrice de l’angle des courtines ouest et nord adossé à deux bâtiments rectangulaires emboîtés à angle droit formant entretoise. Si le rez-de-chaussée possède une circulation intérieure desservie par une haute porte située dans l’angle rentrant côté cour, il n’offre aucun accès aux étages supérieurs. Le premier étage et les étages supérieurs ne sont accessibles que grâce à deux ouvertures initialement dotées d’un lourd vantail. Celui-ci, abaissé, présentait une face comportant des marches ou des barreaux d’échelle. Relevé, il s’emboîtait dans un profonde feuillure de la maçonnerie et interdisait toute tentative d’intrusion aux étages. Il était très vraisemblablement bardé de fer vers l’extérieur pour prévenir toute tentative d’incendie. Le nivellement de la cour consécutif aux travaux décidés en 1366 eut pour effet d’enterrer le pied du donjon d’environ un mètre. En 1671, le donjon fut miné et perdit son bouclier en fer à cheval. En 1962, les déblais provenant des fondations du collège furent déversés tant dans la douve ouest que dans la cour, recouvrant tout le rez-de-chaussée de l’ouvrage.
Les douves sont des douves sèches très larges : 20 m vers l'ouest, 15 m vers l'est, avec contrescarpe mais sans escarpe et dont la profondeur varie de 0 à 9 m selon le profil du terrain environnant. La douve sud a été rehaussée au XIVe siècle lors de la construction du château pour en permettre l'accès depuis la ville. La douve ouest présente trois niveaux le long de la rue des marronniers : côté sud, elle a conservé sa profondeur initiale. Au pied de la « tour de l'Horloge », elle a été rehaussée en même temps et pour les mêmes raisons que la douve sud. Au nord, elle fut comblée en 1962 lors des travaux du collège.
En 1335, l'évêque Adhémar de Monteil fait fermer la ville de murs et de tours. Les travaux furent terminés par son successeur Jean de Vienne vers 1361. Bien que démantelés en 1636 sous Richelieu durant la guerre de Trente Ans, les remparts de la ville figuraient encore sur la carte de Cassini et sur le plan cadastral de 1830 et, jusqu'au milieu du XXe siècle, les constructions situées à l'extérieur de leur périmètre étaient dites derrière les murs. Il ne reste que quelques traces de ces murs comme au 7, route de Metz.
Conrad Bayer de Boppart adapta la forteresse à l'artillerie vers 1440. Les canonnières qu'il fit aménager sont toutes de plain-pied avec la cour du château gothique (construite en 1366) donc postérieures à cette date (ou au mieux contemporaines) tandis que les défenses du châtelet de la forteresse, la courtine Est et les salles basses de la tour ronde sont enterrées de plusieurs mètres sous le niveau de la cour gothique ce qui prouve leur antériorité aux travaux décidés le 2 novembre 1366 par l'évêque Thierry Bayer de Boppart.
Trois puits de type artésien situés à moins de 50 mètres les uns des autres alimentaient respectivement le château, les « escuyeries » et la ville de Nomeny. Le puits du château a été comblé à une date indéterminée, celui de la ville après 1918, à l'époque de la reconstruction. Celui des « escuyeries » était encore utilisable au début de ce siècle. Jusqu'en 1914, l'actuelle rue de Vannes s'appelait rue du Grand-Puys (XVIIe siècle) ou du Bon-Puits (XIXe siècle), lequel se trouvait à son extrémité ouest. Par temps de pluie soutenue, la nappe artésienne qui les alimente sourd de la chaussée dans le coude de la route d'Eply faisant face au donjon. Elle est à 1,40 m de profondeur dans le cimetière communal.

#### Le château

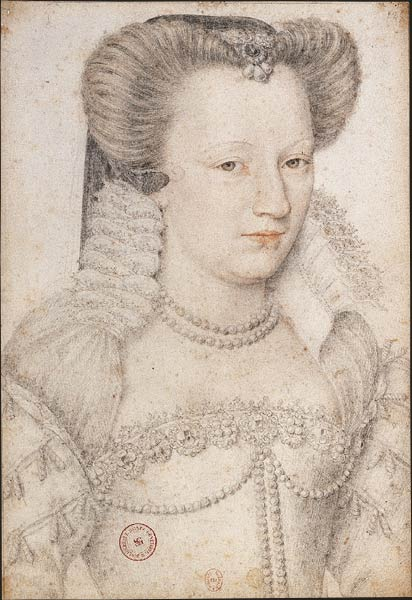
Louise de Lorraine, reine de France (1553-1601).

Depuis le XIIIe siècle, la ville de Metz s'est affranchie de la tutelle de ses évêques. Si leur pouvoir spirituel reste à Metz, le temporel siège à Vic-sur-Seille. Nomeny est exactement à mi-distance sur le chemin entre ces deux pôles, à 28 kilomètres soit sept lieues de l'un et de l'autre. Donc à une journée de chevauchée. Et Nomeny s'impose comme étape pour chaque déplacement. En 1366, l'évêque Thierry Bayer de Boppart fait faire à Nomeny « un bel chastel ». Ce château fut construit dans la cour de la forteresse, ce qui ne pouvait être réalisé sur la pente naturelle du sol. La cour fut donc redressée à l'horizontale à partir de son point le plus haut (la tour de l'« orloge ») pour ne pas fragiliser les fondations des murailles. Elle fut pavée et les courtines devinrent murs de soutènement vers l'est du site. La tour ronde se trouve enterrée jusqu'à la mi-hauteur de son premier étage. L'accès par le châtelet, couvert sous quatre mètres de terre, fut condamné et deux autres furent ouverts de chaque côté de la tour de l'horloge : la poterne et la fausse-porte. Les douves sud et sud-ouest furent partiellement comblées et mise au niveau de la nouvelle cour pour en desservir l'accès carrossable.
On ne connaît pas l'architecture de cet ouvrage entièrement rasé en 1742 mais son plan est visible au sol grâce à la cour conservée dans son intégralité. On sait en outre que la salle à manger et les chambres des invités étaient dans la tour ronde (nord-est). Par ailleurs, le seul bâtiment dont le plan et les dimensions conviennent à la chapelle est le châtelet. Il y a tout lieu de supposer que le château se situait dans la partie nord-est de la cour, de part et d'autre de la tour ronde, tout comme il est logique de situer les cuisines auprès du puits (est) et les bâtiments militaires entre les porteries et le donjon (ouest).
On a trouvé des restes de tuiles canal, de tuiles plates noires vernissées ou couleur brique, de briques au sol posées sur un lit de chaux recouvrant de larges pierres plates, des restes de crépi aux murs ainsi que de la pierre de taille aux montants et linteaux de portes et fenêtres ainsi que des restes de cheminées en pierre dans les maçonneries du XIVe siècle. Des ardoises initialement employées en toiture et conservant encore leurs trous de cloutage étaient utilisées en étanchéité au sol des constructions de cette même époque (il faut se souvenir qu'une nappe artésienne est très proche de la surface du sol vers l'ouest de l'ouvrage).
Le sol de la cour est pavé des mêmes pierres que celles des parements de la forteresse, donc prélevées au même endroit. Elles sont posées de chant. Les sols du château sont constitués de dalles calcaires rectangulaires de trois pieds sur deux de côté et de deux pouces d'épaisseur couvertes d'un lit de mortier de chaux sur lequel sont posées des briques de terre cuite de couleur rouge.
Forteresse romane à vocation militaire et château gothique à vocation résidentielle sont bien deux entités distinctes sur un même lieu et sous un même vocable (le château de Nomeny) ce qui a pu générer des confusions et des conclusions erronées. La forteresse est très antérieure au château. Tout en témoigne dès que l'on observe le site attentivement avec logique et sans idée préconçue.
Les évêques de Metz ne résidaient qu'occasionnellement à Nomeny. Ils en avaient confié l'administration à des seigneurs voués, les plus célèbres étant les Toullon.
En 1548, Le cardinal Jean de Lorraine (1498-1550) vendit Nomeny et le ban de Delme à son neveu Nicolas de Lorraine. Celui-ci comte de Vaudémont, duc de Mercœur, puis marquis de Nomeny, exerçait alors la régence des duchés de Lorraine et de Bar en attendant la majorité de son neveu Charles III.

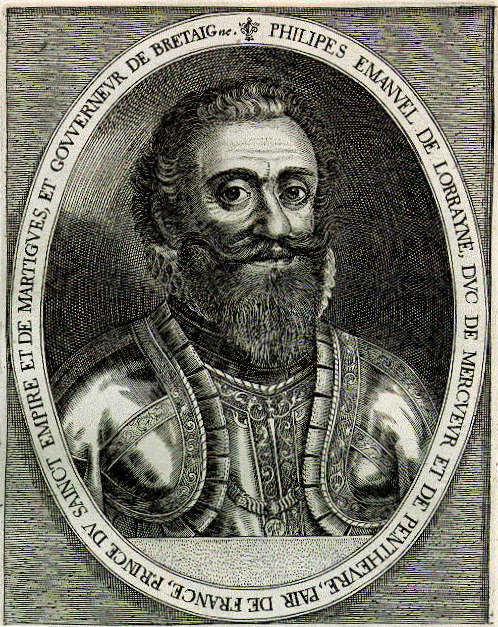
Philippe-Emmanuel de Lorraine, duc de Mercœur (1558-1602), frère de la reine Louise.

Sa fille, Louise de Lorraine naquit à Nomeny en 1553. En 1575, elle épousa Henry III, roi de France. Son jeune frère, Philippe-Emmanuel de Lorraine, comte de Vaudémont, duc de Mercœur, pair de France, devint à son tour marquis de Nomeny au décès de son père Nicolas (1577). Gouverneur de Bretagne, membre de la Ligue catholique, il fut l'un des derniers à se rallier au roi Henri IV. Puis il mourut lui-même au combat en 1602.
En 1612, sa veuve et sa fille, Françoise de Lorraine (1592-1669), épouse de César de Vendôme fils légitimé d'Henry IV, vendirent Nomeny et le ban de Delme à leur cousin, Henry II, duc de Lorraine et de Bar.
Marguerite de Gonzague (1591-1632), duchesse-douairière, veuve de Henri II de Lorraine, vint y vivre sa vieillesse après son veuvage de 1624 à 1629. Quittant le palais ducal de Nancy, elle avait le choix de sa résidence. Si elle choisit Nomeny pour douaire, il est permis de penser que le château était à l'époque celui qui lui offrait les meilleures conditions de vie après le palais ducal de Nancy. Après son départ, le château tomba peu à peu dans l'abandon.
Sous la gestion des Vaudémont, Nomeny devint une des villes les plus prospères de Lorraine et du Barrois.
En 1632, la peste et la guerre de Trente Ans mirent un terme quasi définitif à cette situation : l'armée française envahit les duchés et Richelieu fit détruire les tours des fortifications de la ville. Des régiments écossais et suédois mettaient Nomeny au pillage et à la destruction.
En août 1663, Louis XIV y dormit une nuit et y signa le traité de Nomeny avec Charles IV duc de Lorraine.
En 1671, Louis XIV fit démanteler la forteresse. Toutes ses défenses furent jetées à bas, les saillies des tours furent minées. Le château résidentiel fut laissé à l'abandon à l'exception d'un entretien des toitures en 1712. En 1741, Stanislas exigea la construction de casernes de cavalerie à Nomeny et la municipalité fut autorisée à utiliser les pierres du château à cette fin. Après la destruction du château en 1742, on recouvrit l'espace avec de la terre arable pour en faire des jardins qui furent distribués à différents habitants de la ville.
Les parements des murailles de la forteresse furent prélevés au fil du temps, en particulier en 1742 puis de 1920 à 1928, pour servir à la reconstruction de la ville. Le jardinage de la cour pendant deux siècles a entraîné la disparition de tout vestige du château. Ceux que nous voyons aujourd'hui sont ceux de la forteresse, ainsi que quelques éléments bas de la porterie sud-ouest et des bâtiments sud.
En 1962, le maire fit combler en partie la douve ouest avec des déblais provenant des fondations du collège alors en cours de construction. L'excédent de déblais fut jeté dans la cour du château et dans le châtelet rendant la lecture du site impossible avant les travaux de l'association Patrimoine Lorrain en Seille.

### Édifice religieux
Église Saint-Étienne

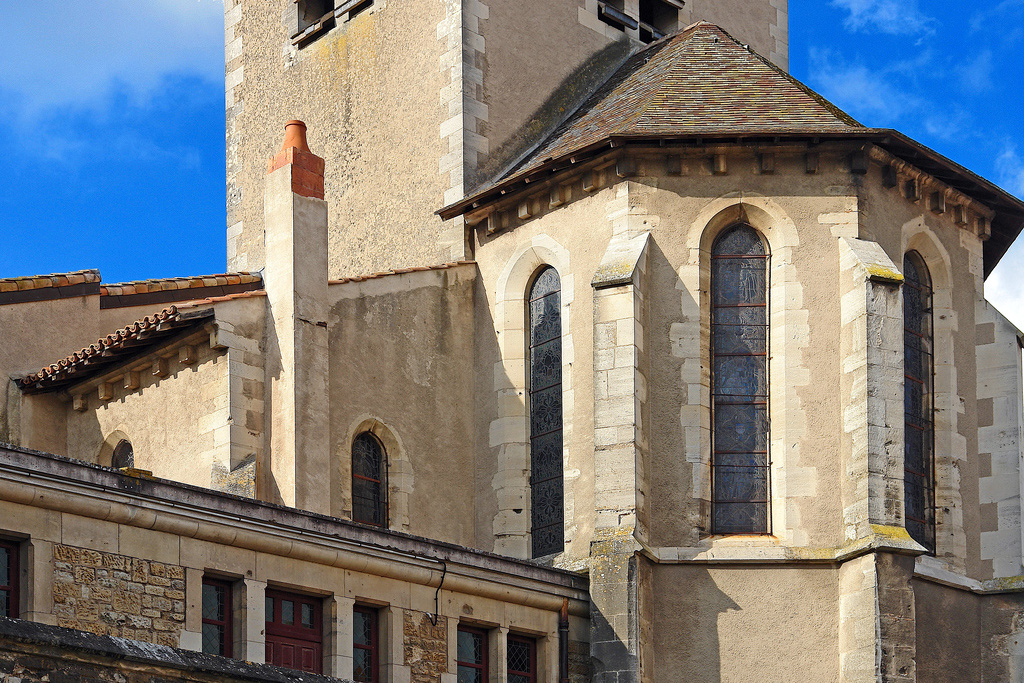
Abside de l’église Saint-Étienne.

L'église est classée au titre des monuments historiques dès le 20 février 1907. L’église actuelle a été reconstruite après avoir été fortement endommagée durant la guerre de 1914-1918,,.
Des travaux entrepris sous le pavé de l'église vers 1985 ont mis au jour des colonnes gallo-romaines et des sarcophages mérovingiens. L'église de Nomeny a donc succédé sur ce site à un temple gallo-romain et à une église mérovingienne. Elle est dédiée à saint Étienne. Le chevet, le clocher et les deux chapelles latérales sont de la seconde partie du XIIe siècle (vers 1160) comme en témoigne l'architecture. Les arcs des voûtes sur croisée d’ogives sont de section circulaire et reposent sur des chapiteaux posés sur des colonnes de même section que les arcs. Les arcs doubleaux et les grands arcs sont de section carrée et reposent sur des chapiteaux à décors floraux posés sur des colonnes semi-cylindriques engagées dans les piliers ou la maçonnerie. Les fenêtres sont à panneau simple, étroit et surmonté d’un arc plein-cintre. Les fenêtres du chevet sont des lancettes extrapolées des petites fenêtres. Le clocher est percé de deux rangs de baies géminées sur toutes ses faces. Une corniche faite d'un entablement et de modillons court sous les avant-toits du chevet et de la chapelle latérale sud. L'édifice roman était de plan basilical à trois nefs, une abside centrale et deux chapelles latérales.
Un transept fut ajouté au début du XIIIe siècle. Ses chapiteaux ne sont plus que des corniches à décor floral, la section des colonnes est plus large que celle des arcs, les fenêtres sont à doubles panneaux surmontés d’un oculus sous un arc brisé.
La nef romane fut remplacée par une nef gothique vers le milieu du XIVe siècle. La première travée romane ayant été conservée, les clés de voûte gothiques sont alignées sur elle en hauteur ce qui ne laisse pas un espace suffisant pour placer des verrières à l'étage supérieur. Il n’y a plus de chapiteaux et les arcs se fondent tangentiellement dans les colonnes qui les soutiennent. La section de ces arcs est de forme se rapprochant d’un triangle à côtés concaves.
Au fil du temps, des chapelles seront adjointes aux nefs latérales dont les murs gouttereaux seront alors ouverts, faisant disparaître les petites fenêtres romanes, à l’exception de celles du mur de la façade ouest. Puis les chapelles seront reliées entre elles en 1798 conférant à l'édifice l'aspect d'une église à cinq nefs. Leurs vitraux, réalisés en 1927 par les ateliers Lorin de Chartres, assurent l'éclairage latéral de l'église. La couverture des bas-côtés en un seul tenant se raccorde au mur gouttereau de la grand nef juste sous l'avant-toit de celle-ci, ne laissant aucune place pour un quelconque éclairage naturel à ce niveau.

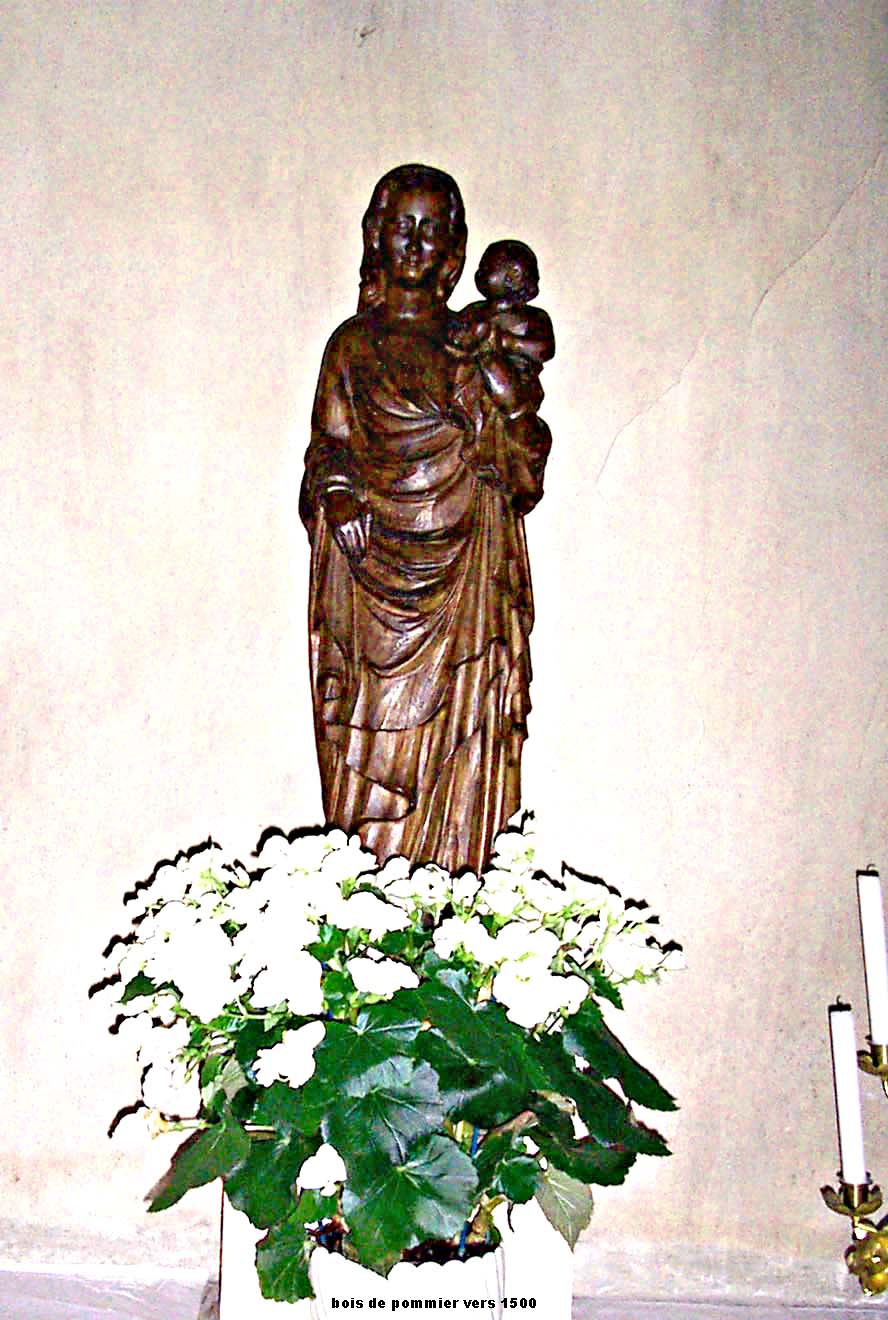
Vierge à l'Enfant.

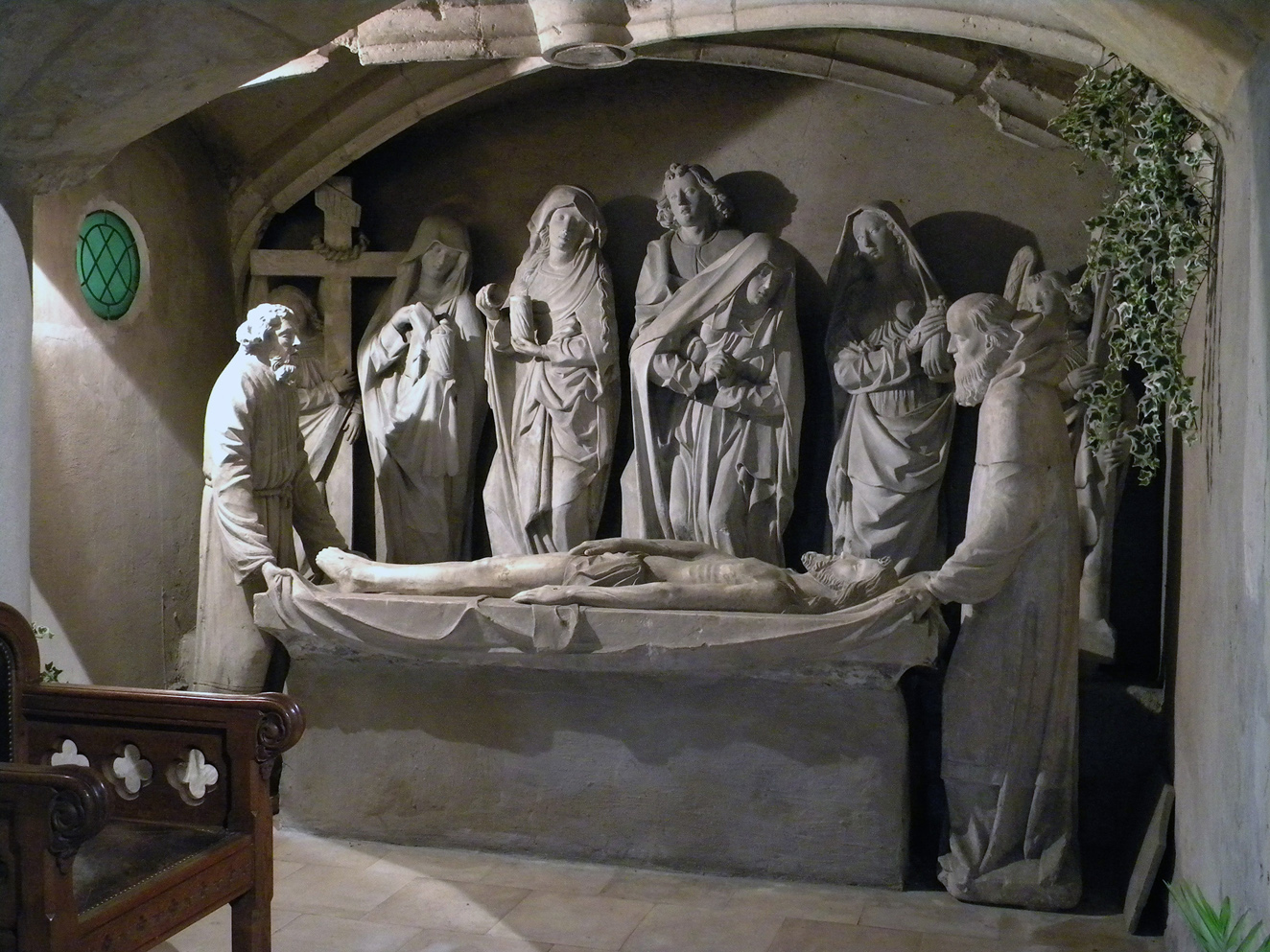
Mise au tombeau, début XVIe siècle.

Le mobilier comprend un sépulcre de pierre datant du premier quart du XVIe siècle. Le Christ, allongé tête à droite, est entouré des huit personnages habituels à cette scène avec en plus deux anges porteurs des instruments de la Passion. Joseph d'Arimathie et Nicodème sont tête nue, tandis que Marie-Madeleine porte un voile léger.
D'autres statues datent de la seconde moitié du XVe siècle et du début du XVIe. Certaines ont conservé leur polychromie d'origine. Citons en particulier trois saint Nicolas, un groupe représentant la chasse de saint Hubert, une pietà, ainsi qu'une très belle Vierge à l'Enfant en bois de poirier dont les expressions rappellent celles de la Vierge et sainte Anne de Léonard de Vinci.
L'acoustique remarquable de cette église fut mise à profit pour y produire des saisons musicales consacrées à la restitution du patrimoine musical de la Lorraine évêchoise et ducale. Cette activité est suspendue en raison du manque de public et de subventions.

### Personnalités liées à la commune
- La famille de Toullon, voué de Nomeny ;
- Louise de Lorraine-Vaudémont, reine de France, épouse du roi Henri III, naquit au château de Nomeny en 1553[38] ;
- Jeanne de Savoie-Nemours, comtesse de Vaudémont, vécut à Nomeny et y mit ses enfants au monde ;
- Philippe-Emmanuel de Lorraine, frère de la reine Louise, duc de Mercœur, gouverneur de Bretagne, pair de France, naquit au château de Nomeny en 1558 ;
- Charles de Vaudémont, évêque de Toul, né au château de Nomeny en 1559 ;
- Jean-François Tapray, pianiste, claveciniste, organiste, compositeur né à Nomeny où son père Jean Taperé était titulaire de l'orgue paroissial (Legros 1702) de 1735 à 1740[39] ;
- Le général Henry Pierre Guépratte, 1815-1884 (guerre de 1870) ;
- Maximilian Bayer, fondateur du scoutisme allemand, tué à Nomeny en 1917 ;
- Antoine Reinartz, comédien de cinéma et de théâtre, lauréat du César du meilleur second rôle pour le film " 120 battements par minute" et père de deux enfants originaires d'Abaucourt sur Seille
- Roland Mentré, Né à Nomeny en 1929, Officier général de l'Armée de l'Air, pilote de chasse, conseiller général de Nomeny, Commandeur de la Légion d'Honneur, Médaille de l'Aéronautique, Croix de la Valeur Militaire avec citation à l'ordre de l'Armée Aérienne. rédacteur des paragraphes culturels et historiques de cette page.

### Héraldique
| Blason de Nomeny | Blason  | D'azur à la croix recroisetée d'or, la branche du chef de deux pièces.                                                    |
| Blason de Nomeny | Détails | Ce sont les armes des sires de Nomeny de l'ancienne chevalerie lorraine. Le statut officiel du blason reste à déterminer. |